# Una famiglia perfetta
Pour plus de détails, voir Fiche technique et Distribution.
Una famiglia perfetta est un film de Noël comique italien réalisé par Paolo Genovese et sorti en 2012.
Il s'agit d'un remake du film espagnol Familia, réalisé en 1996 par Fernando León de Aranoa,.

## Synopsis
Un homme puissant d'âge mûr, malgré sa richesse, souffre beaucoup de sa solitude. Pour les vacances de Noël, il décide d'engager une troupe d'acteurs pour jouer pendant quelques jours la « famille parfaite » qu'il a toujours rêvé d'avoir. L'histoire se déroule donc sur deux niveaux : l'un réel et l'autre suivant un scénario, écrit par le protagoniste et fourni aux acteurs. Mais peu à peu, les deux niveaux se brouillent et le scénario est progressivement ignoré : la réalité s'insère dans la fiction et chaque rôle est continuellement remis en question, jusqu'à la révélation finale qui donne un sens à l'ensemble de l'histoire.

## Fiche technique
- Titre original italien : Una famiglia perfetta[3]
- Réalisateur : Paolo Genovese
- Scénario : Luca Miniero, Massimo Gaudioso
- Photographie : Federico Masiero
- Montage : Consuelo Catucci
- Musique : Emanuele Bossi
- Décors : Tonino Zera
- Société de production : Medusa Film, Lotus Production
- Pays de production :  Italie
- Langue originale : italien
- Format : Couleurs
- Durée : 120 minutes
- Genre : comédie
- Dates de sortie :
  - Italie : 29 novembre 2012

## Distribution
- Sergio Castellitto : Leone
- Marco Giallini : Fortunato
- Claudia Gerini : Carmen
- Carolina Crescentini : Sole
- Ilaria Occhini : Rosa
- Eugenio Franceschini : Pietro
- Eugenia Costantini : Luna
- Francesca Neri : Alicia
- Paolo Calabresi : Manolo
- Sergio Fiorentini : Homme du cimetière
- Maurizio Mattioli : Almerico Zaniboni
- Romuald Andrzej Klos : jardinier
- Lorenzo Zurzolo : Angelo
- Giacomo Nasta : Daniele